# 江口征男
江口 征男（えぐち ゆきお、1941年- ）は、日本の建築家。住宅コンサルタント。東京弁護士会、第一東京弁護士会、第二東京弁護士会などですまい・住宅分野の紛争処理委員もつとめる。東京都生まれ。

## 経歴
- 1964年　日本大学理工学部建築学科卒業
- 1967年　YMCAデザイン研究所 現代デザイン講座修了 建築設計事務所勤務
- 1976年　江口征男建築設計事務所を開設する
- 1990年から日本大学理工学部建築学科等で講師を歴任する
- 1998年　鎌倉市古都中心市街地まちづくり協議会委員

## 著書
- 最新版・ハウスメーカー77社個別診断(共著)
- 住まいをつくる相談室(共著)
- 欠陥住宅紛争解決のための建築知識(共著)
- 新・木造空間(共編)
- 新・木造空間 Part2(共編)
- それでも家相を信じますか